# Воронцовка (Николаевская область)
Воронцо́вка (укр. Воронцівка) — село Новоодесского района Николаевской области Украины.
Основано в 1895 году. Население по переписи 2001 года составляло 294 человек. Почтовый индекс — 56644. Телефонный код — 5167. Занимает площадь 0,522 км².

## История
Селу приблизительно 200 лет. При его образовании — выделялись участки переселенцам из разных районов России: 5 гектаров на лицо мужского пола, женщинам не выделялись участки, в семье считались только лица мужского пола.
Село сначала не имело названия, называлось просто 8 участок. Была построена церковь (сейчас полуразрушена), приходская школа.

## Местный совет
Орган местного самоуправление — Воронцовский сельский совет.
56644, Николаевская обл., Новоодесский р-н, с. Воронцовка, ул. Сухацкого, 15; тел. 9-60-45.